# Сіді-Аісса – Бугезуль
Сіді-Аісса – Бугезуль – газопровід на півночі Алжиру.
В 1981-му ввели в дію газопровід Хассі-Р'Мель – Бордж-Менаель, головним завданням якого є живлення столичного регіону. Втім, від нього також отримують ресурс цілий ряд відгалуження, серед яких споруджений в 2005 році трубопровід 'Сіді-Аісса – Бугезуль довжиною 79 км з діаметром 400 мм.
Можливо також відзначити, що на початку 2010-х до Бугезуль стала можлива подача ресурсу по газопроводу Баріка – М'Сіла – Бугезуль.